# Plouezoc'h
Plouezoc'h (tiếng Breton: Plouezoc'h) là một xã của tỉnh Finistère, thuộc vùng Bretagne, miền tây bắc Pháp.

## Dân số
Người dân ở Plouezoc'h được gọi là Plouezoc'hois.